# スラユット・チュラーノン
スラユット・チュラーノン（タイ語: สุรยุทธ์ จุลานนท์、1943年8月28日 - ）は、タイの政治家、軍人（陸軍大将）。現在、枢密院議長。
タイの首相（第32代）を務めた。軍事クーデターによる暫定憲法下で首相に就任したことから、日本の一部マスコミにスラユット暫定首相と記載された。

## 経歴
1965年、チュラチョームクラオ陸軍士官学校卒。陸軍に入隊、陸軍第2管区司令官などを歴任し、1998年から2002年までは陸軍司令官を務めた。その間、1992年、1996年の2期にわたって上院議員となっている（勅選議員）。2003年、定年により軍を退役。3ヶ月の出家後、枢密院顧問官に就任した。
2006年、軍事クーデターを主導した民主改革評議会の推薦により首相に就任した。新憲法の起草を行い、憲法の同意を得る国民投票を経た後、新憲法下での総選挙を取り仕切り、サマック内閣が発足するまで政権を担った。2007年4月、モンクット王ラカバン工科大学の理事長として、東海大学から名誉博士（工学）を授与されている。首相退任後の2008年4月、枢密院顧問官に再任された。2019年5月28日より枢密院議長代行、2020年1月2日より枢密院議長。

## 人物
父親のパヨーム・チュラーノンは民主派の元陸軍中佐で後にタイ国共産党軍事部門の指導者。スラユットはそんな父親と別れ、軍隊に入り、対共産党戦闘の指揮を取って昇進した。パヨームはのちに中華人民共和国に亡命しており、公務で訪中したスラユットとは面会を果たしたとされる。
母親は、ボーウォーラデート親王の反乱でボーウォーラデート側で指揮を執ったプラヤー・シーシッティソンクラームの娘である。妻のチトラワディー陸軍大佐は元軍人である。
穏健派の軍人として知られ、陸軍司令官在任時には政治から距離を置く姿勢をとり、タクシン派と反タクシン派の争いを静観していた。反タクシン派からはタクシンの増長を招き、タクシン派に甘いと非難も受けている。
副官として仕えたプレーム・ティンスーラーノン枢密院議長に近く、同氏の強力な推挙で枢密院顧問官となった。将来はプレーム議長の後継と目されていたが、2019年5月26日にプレームが98歳の生涯を終え、2日後よりスラユットが議長代行を務め、2020年1月2日に正式に議長に昇格した。